# Чемпионат Европы по футболу 2011 среди юношей до 17 лет (элитный раунд)
Элитный раунд чемпионата Европы по футболу 2011 среди юношей до 17 лет был вторым раундом отборочного турнира чемпионата Европы по футболу 2011 среди юношей до 17 лет. 28 команд, прошедших квалификационный раунд, были поделены на 7 групп по 4 команды. Страна, которую представляла одна из команд в каждой группе, принимала все матчи группы. Семь победителей групп получили путёвки в финальный этап, где присоединились к хозяевам турнира сербам. Жеребьёвка элитного раунда прошла 30 ноября 2010 года в Ньоне, Швейцария. Матчи прошли c 9 по 31 марта 2011 года.

## Жеребьёвка
Каждая команда была помещена в одну из четырёх корзин для жеребьёвки соответственно результатам в квалификационном раунде. Семь команд с наилучшими показателями были помещены в корзину A и так далее до корзины D, куда попали семь команд с наихудшими показателями. Во время жеребьёвки в каждую группу попало по одной команде из каждой корзины, с тем условием, что команды, которые играли между собой в первом раунде квалификации, не могли быть помещены в одну группу снова.
| Корзина A                                                 | Корзина B                                                  | Корзина C                                                    | Корзина D                                                     |
| --------------------------------------------------------- | ---------------------------------------------------------- | ------------------------------------------------------------ | ------------------------------------------------------------- |
| Румыния Германия Дания Испания Португалия Норвегия Италия | Словакия Венгрия Нидерланды Англия Греция Швейцария Грузия | Шотландия Беларусь Турция Бельгия Ирландия Исландия Хорватия | Украина Северная Ирландия Россия Австрия Латвия Франция Чехия |

- Хозяева групп указаны курсивом.

## Группа 1
| Сборная   | И | В | Н | П | ЗМ | ПМ | +/- | О |
| --------- | - | - | - | - | -- | -- | --- | - |
| Чехия     | 3 | 2 | 1 | 0 | 4  | 2  | +2  | 7 |
| Шотландия | 3 | 1 | 2 | 0 | 3  | 1  | +2  | 5 |
| Италия    | 3 | 0 | 2 | 1 | 2  | 3  | −1  | 2 |
| Словакия  | 3 | 0 | 1 | 2 | 1  | 4  | −3  | 1 |

| Италия | 0–0  | Шотландия |
| ------ | ---- | --------- |
|        | УЕФА |           |

| Словакия | 0–1  | Чехия            |
| -------- | ---- | ---------------- |
|          | УЕФА | Дан Фойташек 80′ |

| Италия           | 1–2  | Чехия                                   |
| ---------------- | ---- | --------------------------------------- |
| Валерио Верре 4′ | УЕФА | Доминик Машек 60′ · Михаэль Люфтнер 64′ |

| Шотландия               | 2–0  | Словакия |
| ----------------------- | ---- | -------- |
| Мэттью Кеннеди 49′, 62′ | УЕФА |          |

| Словакия           | 1–1  | Италия            |
| ------------------ | ---- | ----------------- |
| Альберт Руснак 43′ | УЕФА | Лоренцо Тасси 60′ |

| Чехия             | 1–1  | Шотландия       |
| ----------------- | ---- | --------------- |
| Лукаш Стратил 62′ | УЕФА | Джон Херрон 13′ |

## Группа 2
| Сборная    | И | В | Н | П | ЗМ | ПМ | +/- | О |
| ---------- | - | - | - | - | -- | -- | --- | - |
| Нидерланды | 3 | 2 | 1 | 0 | 3  | 1  | +2  | 7 |
| Хорватия   | 3 | 1 | 2 | 0 | 2  | 0  | +2  | 5 |
| Австрия    | 3 | 1 | 0 | 2 | 3  | 4  | −1  | 3 |
| Португалия | 3 | 0 | 1 | 2 | 0  | 3  | −3  | 1 |

| Португалия | 0–0  | Хорватия |
| ---------- | ---- | -------- |
|            | УЕФА |          |

| Нидерланды            | 2–1  | Австрия                 |
| --------------------- | ---- | ----------------------- |
| Анасс Ахахбар 67′ 69′ | УЕФА | Кристиан Дерфлингер 71′ |

| Португалия | 0–2  | Австрия                                            |
| ---------- | ---- | -------------------------------------------------- |
|            | УЕФА | Михаэль Грегорич 52′ · Кристиан Гартнер 59′ (пен.) |

| Хорватия | 0–0  | Нидерланды |
| -------- | ---- | ---------- |
|          | УЕФА |            |

| Нидерланды           | 1–0  | Португалия |
| -------------------- | ---- | ---------- |
| Жан-Поль Боэтьюс 37′ | УЕФА |            |

| Австрия | 0–2  | Хорватия                             |
| ------- | ---- | ------------------------------------ |
|         | УЕФА | Йозо Шимунович 57′ · Дино Шпехар 70′ |

## Группа 3
| Сборная  | И | В | Н | П | ЗМ | ПМ | +/- | О |
| -------- | - | - | - | - | -- | -- | --- | - |
| Дания    | 3 | 2 | 1 | 0 | 4  | 2  | +2  | 7 |
| Ирландия | 3 | 1 | 2 | 0 | 7  | 4  | +3  | 5 |
| Греция   | 3 | 1 | 1 | 1 | 3  | 2  | +1  | 4 |
| Латвия   | 3 | 0 | 0 | 3 | 1  | 7  | −6  | 0 |

| Греция                                              | 2–0  | Латвия |
| --------------------------------------------------- | ---- | ------ |
| Вангелис Анастасопулос 2′ · Костас Демирцоглу 80+3′ | УЕФА |        |

| Дания                                       | 2–2  | Ирландия                             |
| ------------------------------------------- | ---- | ------------------------------------ |
| Виктор Фишер 39′ (пен.) · Кеннет Зохоре 77′ | УЕФА | Филип Робертс 28′ · Пол Джордж 80+1′ |

| Ирландия       | 1–1  | Греция            |
| -------------- | ---- | ----------------- |
| Пол Джордж 77′ | УЕФА | Никос Яницанис 4′ |

| Дания               | 1–0  | Латвия |
| ------------------- | ---- | ------ |
| Фредерик Хольст 76′ | УЕФА |        |

| Греция | 0–1  | Дания                |
| ------ | ---- | -------------------- |
|        | УЕФА | Юссуф Поульсен 80+1′ |

| Латвия             | 1–4  | Ирландия                                          |
| ------------------ | ---- | ------------------------------------------------- |
| Эрикс Пунцульс 19′ | УЕФА | Филип Робертс 10′, 55′ · Брэдли Гармстон 69′, 75′ |

## Группа 4
| Сборная   | И | В | Н | П | ЗМ | ПМ | +/- | О |
| --------- | - | - | - | - | -- | -- | --- | - |
| Германия  | 3 | 3 | 0 | 0 | 6  | 0  | +6  | 9 |
| Турция    | 3 | 1 | 1 | 1 | 4  | 5  | −1  | 4 |
| Швейцария | 3 | 1 | 0 | 2 | 2  | 4  | −2  | 3 |
| Украина   | 3 | 0 | 1 | 2 | 2  | 5  | −3  | 1 |

| Германия                             | 2–0  | Турция |
| ------------------------------------ | ---- | ------ |
| Самед Ешиль 11′ · Левент Айчичек 58′ | УЕФА |        |

| Швейцария          | 1–0  | Украина |
| ------------------ | ---- | ------- |
| Массиви Тсимба 42′ | УЕФА |         |

| Турция                             | 2–1  | Швейцария          |
| ---------------------------------- | ---- | ------------------ |
| Кадир Ары 27′ · Мехмет Шентюрк 69′ | УЕФА | Массиви Тсимба 20′ |

| Германия                         | 2–0  | Украина |
| -------------------------------- | ---- | ------- |
| Нико Перри 10′ · Самед Ешиль 31′ | УЕФА |         |

| Швейцария | 0–2  | Германия                          |
| --------- | ---- | --------------------------------- |
|           | УЕФА | Самед Ешиль 62′ · Симо Рёккер 67′ |

| Украина                                     | 2–2  | Турция                                |
| ------------------------------------------- | ---- | ------------------------------------- |
| Андрей Близниченко 36′ · Дмитрий Хлёбас 69′ | УЕФА | Бейкан Шимшек 68′ · Реджеп Нияз 80+1′ |

## Группа 5
| Сборная           | И | В | Н | П | ЗМ | ПМ | +/- | О |
| ----------------- | - | - | - | - | -- | -- | --- | - |
| Англия            | 3 | 3 | 0 | 0 | 7  | 4  | +3  | 9 |
| Испания           | 3 | 2 | 0 | 1 | 9  | 4  | +5  | 6 |
| Северная Ирландия | 3 | 1 | 0 | 2 | 5  | 9  | −4  | 3 |
| Бельгия           | 3 | 0 | 0 | 3 | 3  | 7  | −4  | 0 |

| Англия                                                       | 3–2  | Северная Ирландия                |
| ------------------------------------------------------------ | ---- | -------------------------------- |
| Блэр Тарготт 40+1′ · Хэллам Хоуп 42′ (пен.) · Ник Пауэлл 49′ | УЕФА | Шеймус Маккартан 35′, 65′ (пен.) |

| Испания                                              | 3–1  | Бельгия              |
| ---------------------------------------------------- | ---- | -------------------- |
| Мои Гомес 72′ · Жерар Деулофеу 77′ · Феде Вико 80+5′ | УЕФА | Умберту Карвалью 47′ |

| Испания                                                                             | 5–1  | Северная Ирландия |
| ----------------------------------------------------------------------------------- | ---- | ----------------- |
| Жерар Деулофеу 19′ · Денис Суарес 31′ · Икер Эрнандес 38′, 68′ · Поль Кальвет 80+4′ | УЕФА | Дэвид Морган 59′  |

| Бельгия          | 1–2  | Англия                            |
| ---------------- | ---- | --------------------------------- |
| Дидье Кабюми 37′ | УЕФА | Ник Пауэлл 40′ · Блэр Тарготт 66′ |

| Англия                               | 2–1  | Испания             |
| ------------------------------------ | ---- | ------------------- |
| Натан Редмонд 55′ · Адам Джексон 62′ | УЕФА | Пабло Иньигес 80+4′ |

| Северная Ирландия                    | 2–1  | Бельгия         |
| ------------------------------------ | ---- | --------------- |
| Томас Макалун 41′ · Дэвид Морган 49′ | УЕФА | Деннис Прат 61′ |

## Группа 6
| Сборная  | И | В | Н | П | ЗМ | ПМ | +/- | О |
| -------- | - | - | - | - | -- | -- | --- | - |
| Франция  | 3 | 2 | 1 | 0 | 13 | 2  | +11 | 7 |
| Норвегия | 3 | 2 | 1 | 0 | 12 | 3  | +9  | 7 |
| Беларусь | 3 | 1 | 0 | 2 | 2  | 14 | −12 | 3 |
| Грузия   | 3 | 0 | 0 | 3 | 0  | 8  | −8  | 0 |

| Норвегия                                                               | 5–1  | Беларусь           |
| ---------------------------------------------------------------------- | ---- | ------------------ |
| Охи Омойжуанфо 29′ · Мартин Рённинг 36′, 40+1′, 56′ · Ветон Бериша 47′ | УЕФА | Павел Савицкий 22′ |

| Грузия | 0–2  | Франция                                |
| ------ | ---- | -------------------------------------- |
|        | УЕФА | Себастьян Алле 31′ · Абдалла Ясьен 50′ |

| Беларусь           | 1–0  | Грузия |
| ------------------ | ---- | ------ |
| Павел Савицкий 23′ | УЕФА |        |

| Норвегия                                | 2–2  | Франция                                |
| --------------------------------------- | ---- | -------------------------------------- |
| Охи Омойжуанфо 9′ · Ивар Эрлен Фуру 61′ | УЕФА | Себастьян Алле 13′ · Гаэтан Лаборд 30′ |

| Грузия | 0–5  | Норвегия                                               |
| ------ | ---- | ------------------------------------------------------ |
|        | УЕФА | Мартин Рённинг 27′, 38′ · Шареш Ахмади 72′, 79′, 80+1′ |

| Франция | 9–0  | Беларусь |
| --- | ---- | -------- |
| Абдалла Ясьен 14′, 35′, 39′, 68′ · Ленни Нанжи 21′, 24′, 71′ · Эмерик Ляпорт 27′ · Себастьян Алле 80+1′ (пен.) | УЕФА |          |

## Группа 7
| Сборная  | И | В | Н | П | ЗМ | ПМ | +/- | О |
| -------- | - | - | - | - | -- | -- | --- | - |
| Румыния  | 3 | 2 | 1 | 0 | 4  | 2  | +2  | 7 |
| Россия   | 3 | 2 | 0 | 1 | 5  | 3  | +2  | 6 |
| Венгрия  | 3 | 1 | 0 | 2 | 4  | 4  | 0   | 3 |
| Исландия | 3 | 0 | 1 | 2 | 0  | 4  | −4  | 1 |

| Румыния | 0–0  | Исландия |
| ------- | ---- | -------- |
|         | УЕФА |          |

| Венгрия      | 1–2  | Россия                             |
| ------------ | ---- | ---------------------------------- |
| Марк Сечи 7′ | УЕФА | Артём Федчук 60′ · Иван Хомуха 63′ |

| Румыния                                      | 2–1  | Россия              |
| -------------------------------------------- | ---- | ------------------- |
| Дариус Буя 57′ (пен.) · Фабиан Химцински 72′ | УЕФА | Сердер Сердеров 23′ |

| Исландия | 0–2  | Венгрия                            |
| -------- | ---- | ---------------------------------- |
|          | УЕФА | Шома Новотны 40+2′ · Марк Сечи 42′ |

| Венгрия       | 1–2  | Румыния                            |
| ------------- | ---- | ---------------------------------- |
| Марк Сечи 74′ | УЕФА | Стелиано Филип 2′ · Юлиан Рошу 34′ |

| Россия                                 | 2–0  | Исландия |
| -------------------------------------- | ---- | -------- |
| Сердер Сердеров 10′ · Артём Федчук 21′ | УЕФА |          |